# Югозападни говори
Югозападни говори е обширна група български диалекти, говорени на територията на Република България (Софийско, Ботевградско, Самоковско, Ихтиманско, Дупнишко, Радомирско, Кюстендилско, Благоевградско, Петричко), Република Северна Македония (Малешево, Прилепско, Битолско, Мариовско, Велешко, Охридско, Стружко, Дебърско), Република Гърция (Кукушко, Воденско, Леринско, Костурско) и Република Албания (Корчанско, както и около Преспанското и Охридското езеро).
Голяма част от говорещите в изброените по-горе области се считат за диалекти на т. нар. македонския литературен език. Доколкото българският и т. нар. македонският са книжовни форми на един и същ език, българската диалектология причислява всички тези диалекти към групата на югозападните български говори, като условно ги групира по следния начин:
- Северна група: ботевградски, ихтимански, елинпелински, софийски и самоковски говор
- Централна група: дупнишки, кюстендилски, благоевградски, петрички, малешевски, битолски, велешки и прилепско-мариовски говор
- Югозападни преходни: пиянешки, каменишки и краешки говор
- Крайни югозападни: дойрански, кукушко-воденски, гевгелийски, костурски, лерински, охридски, стружки, вевчанско-радожденски, преспански, дебърски и корчански говор.

## Характеристики
- Гласна a като застъпник стб. ѫ, ъ и ь независимо от ударението: пат (път - от пѫть), чèта (четѫ), четàт (четѫтъ); даш (дъжд - от дъждь), бàчва (бъчва - от бъчьвь); тàнко (тънко - от тьнъкъ). В редица говори (предимно македонски) обаче е налице гласна ъ, а често като застъпник на ъ се среща и гласна o.
- Преобладаваща употреба на група шт—жд на мястото на праславянските *tj, *dj.
- Частицата за бъдеще време, подобно на останалите български говори варира силно: ште, ше, че, к’е, к’и.
- Запазен стар преглас на o в е след ж, ч, ш, й: ножèве, слъ̀нчев, кошèве, мòйе.
- Членна форма -о или -от при имената от мъжки род, единствено число.
- Употреба на суфикс -н за образуване на минали страдателни причастия: бѝен (бит), обỳен (обут), пѝен (пит), и т.н.
- Суфикс -чки за образуване на прилагателни имена вместо -шки: войнѝчки (войнишки), рàчечки (рачешки), човèчки (човешки).